# Кровное
Кровное (укр. Кровне) — село,
Кровненский сельский совет,
Сумский район,
Сумская область,
Украина.
Код КОАТУУ — 5924784201. Население по переписи 2024 года составляло 860 человек.
Является административным центром Кровненского сельского совета, в который, кроме того, входит село
Рудневка.

## Географическое положение
Село Кровное находится на берегу реки Олешня,
выше по течению на расстоянии в 1 км расположен пгт Хотень,
ниже по течению на расстоянии в 1 км расположено село Стецковка,
на противоположном берегу — село Рудневка.
На реке несколько больших запруд.

## История
- Село Кровное основано в 1689 году.
- Вблизи села, на правом берегу реки Олешня, обнаружено поселение раннего железного века.

## Экономика
- Птице-товарная ферма.
- «Кровненская», ООО.

## Объекты социальной сферы
- Детский сад «Пролісок».
- Школа.

## Экология
- Клуб.
- Дом культуры.
- Фельдшерско-акушерский пункт.
- Больница.
- Спортивная площадка.
- Стадион.

## Достопримечательности
- Братская могила советских воинов.